# UFC Fight Night: Maia vs. Usman
UFC Fight Night: Maia vs. Usman fue un evento de artes marciales mixtas organizado por Ultimate Fighting Championship que se llevó a cabo el 19 de mayo de 2018 en el Movistar Arena en Chile.

## Historia
El evento estelar contó con el combate de peso wélter entre Demian Maia y el nigeriano Kamaru Usman. Originalmente, Usman debía enfrentar a Santiago Ponzinibbio pero tras una lesión, fue retirado del evento el 21 de abril y reemplazado por Demian Maia.
El evento coestelar contó con el combate de peso paja femenino entre Tatiana Suárez y Alexa Grasso.

## Premios extra
Cada peleador recibió los siguientes bonos de recompensa:
- Pelea de la Noche ($50.000): Andrea Lee vs. Veronica Macedo
- Actuación de la Noche ($50.000): Gabriel Benítez y Claudio Puelles